# Canville-la-Rocque
Canville-la-Rocque település Franciaországban, Manche megyében. Lakosainak száma 119 fő (2022. január 1.). Canville-la-Rocque Besneville, Neuville-en-Beaumont, Saint-Sauveur-de-Pierrepont és Port-Bail-sur-Mer községekkel határos.

## Népesség
A település népességének változása:
| Lakosok száma | 201  | 146  | 129  | 132  | 133  | 135  | 129  | 121  | 121  | 119  |
|               | 1968 | 1990 | 1999 | 2011 | 2013 | 2016 | 2017 | 2019 | 2020 | 2022 |